# Трансформеры: Прайм
«Трансформеры: Прайм» (также известен как «Трансформеры: Прайм. Охотники на чудовищ» в финальном полнометражном мультфильме) — американский компьютерный анимационный сериал, основанный на серии игрушек Трансформеры от Hasbro, выходивший в эфир с 29 ноября 2010 года по 26 июля 2013 года. Проект повествует об автоботах из Команды Прайма, в которую входят Оптимус Прайм, Рэтчет, Арси, Бамблби и Балкхэд, а также их человеческих союзников, которые пытаются защитить Землю от десептиконов и их лидера, Мегатрона.
Разработка сериала началась в начале 2010 года, когда было объявлено, что создателями выступят Алекс Куртцман и Роберто Орси, сценаристы первых двух игровых фильмов от Майкла Бэя. Вскоре стало известно, что Питер Каллен и Фрэнк Уэлкер вновь исполнят роли Оптимуса Прайма и Мегатрона, соответственно. Сериал завершился 4 октября 2013 года телефильмом «Трансформеры: Прайм. Охотники на чудовищ — Восстание предаконов». Премьера обособленного продолжения сериала о Бамблби и новой команде героев под названием «Трансформеры: Роботы под прикрытием» состоялась 14 марта 2015 года.
Сериал получил в целом положительные отзывы критиков, многие хвалили его анимацию, сюжетные линии, персонажей, экшен-сцены, актёров озвучания (особенно Каллена, Уэлкера, Комбса и Блума) и более мрачный тон по сравнению с другими проектами о Трансформерах, хотя некоторым экспертам не понравился темп повествования.

## Сюжет
Прошло три года с тех пор, как провалилась очередная попытка Мегатрона установить свою власть над всей Галактикой. Автоботы уверены, что опасность миновала; тем не менее, на Земле по-прежнему несёт вахту небольшая группа защитников под руководством Оптимуса Прайма. Эта предосторожность оказывается не напрасной — приходит день, когда Мегатрон объявляется снова и приносит с собой Тёмный Энергон, с помощью которого рассчитывает отомстить за прошлые поражения. Автоботы опять вынуждены взяться за оружие. В своей борьбе они не одиноки — им оказывают поддержку земные вооружённые силы; кроме того, они подружились с тремя земными подростками — Мико, Джеком и Рафом, и теперь команда роботов и людей сражается, чтобы защитить Землю от десептиконов. Борьба ведётся также и за обладание древними реликвиями, с помощью которых можно возродить жизнь на Кибертроне — родной планете трансформеров.

### Сезон 1
Первый сезон начинается с того, что Клиффджампера убивает Старскрим, возглавляющий Десептиконов во время отсутствия «Лорда» Мегатрона. После возвращения Мегатрона он использует труп Клиффджампера в качестве испытуемого для Тёмного Энергона, который он намеревается использовать для создания армии нежити из павших воинов Кибертрона. План проваливается, когда автоботы разрушают Космический мост Мегатрона, оставляя его в коматозном состоянии, плавающего в пустом пространстве, и позволяя коварному Старскриму снова претендовать на лидерство над десептиконами.
Во время конфликта между автоботами и десептиконами появляются новые персонажи, такие как Уилджек, бывший «Рэкер» и товарищ Балкхэда по команде, который несколько раз помогает команде Прайма, но предпочитает жить самостоятельно; Скайквейк, легендарный десептикон, который был захоронен на Земле на протяжении столетий и освобождён Старскримом, но с ним быстро разобрались автоботы; Эйрахнида, заклятый враг Арси, которая убила её бывшего партнёра Тейлгейта и ведёт собственную вендетту против автоботов, но в конце концов присоединяется к десептиконам; дуэт десептиконов Нокаут и Брейкдаун, последний из которых соперничает с Балкхэдом. Есть также М.Е.Х., человеческая террористическая организация, возглавляемая Сайласом, которая ищет кибертронские технологии для своих гнусных целей.
В конце концов, Мегатрон оправляется от своего состояния и отбирает главенство над десептиконами у Старскрима, который позже дезертирует и следует своим собственным путём, и Эйрахнида занимает его место заместителя Мегатрона. В финале первого сезона Земля становится свидетелем нескольких стихийных бедствий, которые, как выяснилось позже, были вызваны пробуждением Юникрона, Владыки Хаоса, много лет назад изгнанного с Кибертрона коллективным могуществом Тринадцати Праймов. Автоботы и Мегатрон объединяют свои силы, чтобы предотвратить возрождение Юникрона и в конечном итоге наносят ему поражение после того, как Оптимус использует легендарную Матрицу Лидерства, чтобы снова погрузить его в спячку. Однако этот успех достался Оптимусу большой ценой: все воспоминания его жизни как Прайма стёрлись и он стал считать себя архивистом Орионом Паксом. Осознав это и помня довоенное прошлое, когда он был гладиатором, назвавшим себя в честь Мегатронуса, одного из тринадцати Праймов, Мегатрон манипулирует Оптимусом, заставляя его покинуть автоботов и присоединиться к десептиконам.

### Сезон 2
Во втором сезоне Мегатрон манипулирует беспамятным Оптимусом, чтобы он расшифровал архивы Иакона, которые содержат координаты кибертронских реликвий, спрятанных на Земле. Джек отправляется на Кибертрон, получает воспоминания Оптимуса от Вектора Сигмы и восстанавливает их Оптимусу через Матрицу. С этого момента большая часть сезона крутится вокруг охоты автоботов и десептиконов за реликвиями Иакона, причём обе фракции забирают некоторые из них. Старскрим также ищет реликвии и умудряется забрать одну из них, Сверхброню, раньше автоботов и десептиконов.
Представлены новые персонажи, такие как элитный гвардеец Кибертрона Смоукскрин, новое дополнение к команде Прайма; Дредвинг, брат-близнец Скайквейка, который в конечном итоге присоединяется к десептиконам и становится новым заместителем Мегатрона; и рой инсектиконов во главе с Хардшеллом, которых обнаруживает Эйрахнида после того, как она предаёт десептиконов и убивает Брейкдауна. Она пытается использовать их, чтобы победить Мегатрона, но попадает в плен к автоботам, которые оставляют её в анабиозе, в то время как её подданные попадают под командование Мегатрона. Позднее Хардшелл серьёзно ранит Балкхэда во время охоты за одной из реликвий, которая была ни чем иным как Токс-Эном (токсичная форма энергона), и его в свою очередь, убивают Уилджек и Мико. В это время М.Е.Х. также создаёт Немезис Прайма, чтобы иметь больше шансов сражаться с автоботами, но он уничтожается, а Сайлас серьёзно ранен; чтобы помочь ему выжить, его помещают в труп Брейкдауна, и после убийства всех своих людей он становится C.Y.L.A.S. (Кибернетическая жизнь, дополненная симбиозом) и пытается присоединиться к десептиконам, предлагая лазерный спутник «Дамокл», но в итоге оказывается заключённым и используется в качестве подопытного кролика для экспериментов Нокаута в качестве наказания за его предыдущие злоупотребления в отношении Трансформеров. Уступив мощный Звёздный Меч автоботам, Мегатрон создаёт из Тёмного Энергона свой вариант меча, чтобы бороться с ним, используя Молот Солус Прайм, которым может владеть только Прайм, побуждая Мегатрона заменить свою правую руку на руку умершего Прайма, которую забрал из осквернённой им гробницы на Кибертроне.
В конце концов, и автоботы, и десептиконы узнают об Омега-Ключах, которые могут приводить в действие Омега-Замок, устройство, которое может воскресить мёртвый Кибертрон. Получив все четыре ключа, Старскрим отдаёт их Мегатрону в обмен на милосердие и возвращение в ряды десептиконов в прежнем звании. Вскоре после этого Дредвинг узнаёт о Старскриме, возродившем Скайквейка как терроркона, оскверняющем его благородную смерть, поэтому он дезертирует, предоставляя автоботам Молот Солус Прайм, который они используют для преобразования земного моста в космический мост, давая им возможность отправиться на Кибертрон и найти Омега-Замок; затем Дредвинг пытается отомстить за своего брата, убив Старскрима, но в свою очередь оказывается убит Мегатроном. Оптимус в конечном итоге разрушает Омега-Замок, но не раньше, чем Мегатрон использует его силы, чтобы создать новую базу на Земле — Даркмаунт, что является первой стадией киберформирования Земли. Затем десептиконы нацеливаются и уничтожают базу автоботов, не подозревая, что команда сбежала заранее, используя земной мост, хотя Оптимус был вынужден остаться, чтобы позволить другим сбежать.

### Сезон 3: Охотники на чудовищ
Третий сезон под названием «Охотники на чудовищ» открывается разделённой командой Прайма и бегством от десептиконов, в то время как за травмированным Оптимусом ухаживает Смоукскрин. Снова представлены новые персонажи, а именно Ультра Магнус, заместитель Оптимуса и лидер старой команды Балкхэда и Уилджека (который к этому моменту официально присоединился к команде Прайма), а также холодный учёный-десептикон Шоквейв, который планирует создать армию Предаконов, чтобы служить Мегатрону, начиная с Предакинга. В конце концов, Смоукскрин воскрешает Оптимуса, используя последние силы Молота Солус Прайм после его смерти, давая ему новое, более мощное тело, и автоботы воссоединяются, уничтожая Даркмаунт.
Несмотря на эту потерю, десептиконы остаются активной угрозой, и Шоквейв продолжает работу над своей армией Предаконов, пока Мегатрон не приказывает ему прекратить её, приписывая её уничтожение автоботам, после того, как Предакинг демонстрирует высокий интеллект и способность превращаться в робота. В это время Нокаут также продолжает свои эксперименты с синтетическим энергоном на Сайласе, один из которых (смесь тёмного и синтетического энергона) превращает его в терроркона-вампира, склонного высасывать энергон из других Трансформеров, превращая их в себе подобных. Он заражает большую часть команды Немезиды, прежде чем освободить Эйрахниду (которая была возвращена десептиконами после разрушения первой базы автоботов), которая избавляет его от страданий и возвращает себе лидерство в Инсектиконах; однако, с ней быстро справляется Саундвейв, который телепортирует её и всех инсектиконов на одну из безлюдных лун Кибертрона (где выясняется, что Эйрахнида тоже была заражена, и начинает питаться всеми инсектиконами). Позже Саундвейву приказывают похитить Рэтчета, которого Мегатрон вынуждает восстановить Омега-Замок, используя альтернативную киберматерию в чистом виде (синт-энергон в сочетании с кибернуклеиновой кислотой). Во время своего заключения Рэтчет сообщает Предакингу правду об уничтожении его нерождённых братьев, и он отступает, пытаясь убить Мегатрона, но терпит неудачу.
В конце концов, автоботы штурмуют Немезиду, чтобы спасти Рэтчета и разрушить Омега-Замок. Во время битвы Саундвейв оказывается в Зоне Тени (измерение, созданное взаимодействием нескольких земных мостов, где любой, кто находится внутри, становится невидимым и не может взаимодействовать с обычным пространством, как если бы они были не в фазе), и Бамблби, застреленный Мегатроном, попадает в киберматерию. Однако он выживает, обретает исцелённый голос и убивает Мегатрона, пронзая его Звёздным Мечом и отправляя его тело обратно на Землю. После этого автоботы (за исключением Рэтчета, который решает остаться на Земле и продолжать помогать человечеству, на случай возвращения десептиконов) используют Омега-Замок, чтобы восстановить Кибертрон и вернуться домой с победой, используя Немезиду, прощаясь со своими союзниками-людьми.

### Охотники на чудовищ: Восстание Предаконов
Сериал заканчивается телефильмом «Восстание Предаконов», где Автоботы и оставшиеся десептиконы (за исключением Старскрима и Шоквейва, которые теперь в бегах) пытаются восстановить Кибертрон. В то время как Оптимус и Уилджек уходят, чтобы найти Великую Искру, источник новой жизни на Кибертроне, в глубоком космосе, Ультра Магнус и Смоукскрин ведёт поиски Старскрима и Шоквейва, но встречают предаконов Скайлинкса и Даркстила, которые нападают и серьёзно ранят Магнуса, вынуждая Бамблби временно взять на себя руководство автоботами; позже выясняется, что эта пара — первые два творения Старскрима и Шоквейва, которые планируют создать целую армию Предаконов под своим командованием. Тем временем Юникрон реанимирует Мегатрона, овладевая его телом и планируя уничтожить Праймуса, живое ядро Кибертрона.
Рэтчета вызывают на Кибертрон, чтобы исцелить Ультра Магнуса, в то время как остальные ищут Предаконов. Не получив ответов от Предакинга, который всё ещё злится на них, автоботы, по предложению Нокаута, исследуют старую крепость Мегатрона Даркмаунт и собирают нужные сведения, но там на них нападает Юникрон (в теле Мегатрона) и автоботы едва ускользают от него. Тем временем Предакинг ищет двух своих братьев-предаконов, но также сталкивается с Юникроном и тот побеждает его. Между тем, Шоквейв, Старскрим, Скайлинкс и Даркстил находят место захоронения предаконов до того, как Юникрон прибывает и использует Тёмный Энергон, чтобы реанимировать всех предаконов в свою армию нежити, которые сокрушают его, но он остаётся жив. Затем автоботы обнаруживают план Юникрона, чтобы привести армию террорконов-предаконов к ядру Кибертрона и уничтожить его, поэтому Бамблби формулирует план, чтобы остановить его. Старскрим садится на «Немезиду» и освобождает всех заключённых десептиконов, включая Нокаута, намереваясь вернуть контроль над кораблём и использовать его для бегства с Кибертрона, но Нокаут предаёт своего бывшего коллегу по службе и переходит к Автоботам. Тем временем Предакинг находит Скайлинкса и Даркстила, и вместе они образуют непростой союз с автоботами, чтобы остановить Юникрона.
Автоботы и Предаконы вступают в бой с Юникроном, в то время как Оптимус и Уилджек возвращаются со своей миссии по поиску Великой Искры. После финальной битвы Юникрона обманом заставляют открыть контейнер, который, по его мнению, содержит Великую Искру, но вместо этого он вытягивает анти-искру Юникрона из тела Мегатрона, освобождая его от контроля Владыки Хаоса и тем самым побеждая его навсегда. После этого Мегатрон, разочарованный перспективой тирании, расформировывает десептиконов и изгоняет себя подальше от Кибертрона, в то время как Старскрим, сбежав из своего заточения, возвращается на Даркмаунт, чтобы попытаться восстановить десептиконов под своей эгидой, но там его настигают предаконы, желающие свести с ним счёты.
После этого Оптимус проводит последнюю встречу со своими товарищами-автоботами, показывая, что он соединил Матрицу лидерства с Великой Искрой, и что теперь он должен слиться с ядром Праймуса, чтобы восстановить жизнь на Кибертроне. Он утверждает, что пусть этим и закончилась эпоха Праймов, но лидерство можно заслужить как с Матрицей, так и без неё, и признаёт каждого из своих товарищей Праймами в их собственных правах. На прощание он просит своих товарищей об одном — продолжать бороться за мир, после чего летит в ядро Кибертрона и принеся себя в жертву, начинает новую эру для Трансформеров. Фильм и сериал в целом завершаются последними словами Оптимуса о том, что его жертва будет не концом чего-либо, а скорее новым началом — «проще говоря, очередной трансформацией». Это доказывает вылетевшая из колодца красно-синяя искра, которая демонстрирует, что Оптимус скоро возродится.

## Дизайн персонажей
Список персонажей мультсериала «Трансформеры: Прайм»
Дизайн трансформеров представляет собой в большинстве случаев усреднение между версиями мультсериала Transformers: Animated, фильма и игры Transformers: War for Cybertron с добавлением новой стилизации, и при этом разительно отличается от их внешности в оригинальном сериале. Если персонаж отсутствовал в этих источниках, его внешний вид для «Трансформеры: Прайм» модифицировался на основе дизайна G1 (Уилджек, Брейкдаун, Смоукскрин, Шоквейв). Если это был совершенно новый герой, ранее не появлявшийся на экране (Скайквейк и Эйрахнида), в качестве прототипа брались персонажи ранних комиксов либо «неканонических» сериалов (Нокаут по внешности напоминает Террорзавра и Рэнсака). Некоторые герои также приобрели абсолютно новый облик, отличительный от фильма и сериала (Старскрим, Арси, Саундвейв, Лазербик, Предакинг).

## Место действия
Практически почти все события сериала происходят на Земле. Всё начинается в небольшом городе Джаспере в штате Невада. Это тихое, мирное провинциальное местечко, где никогда ничего не происходит; Клиффджампер окрестил его «Скукотвиллем» (англ. Dullsville). Так же думает и местный парень Джек Дарби. Но очень скоро ему приходится изменить своё мнение, когда выясняется, что в горах, неподалёку от Джаспера, скрывается база инопланетных роботов. Джек начинает проводить здесь всё своё свободное время, когда не ходит в школу и не торгует гамбургерами в придорожной закусочной.
Во втором сезоне местом действия становится также Кибертрон, который выглядит совсем не так, как в G1 — его поверхность покрыта руинами, а атмосфера ядовита для человека.

## Эпизоды

### Обзор сезонов
| Сезон | Сезон      | Количество эпизодов | Период вещания  | Период вещания  | Период вещания  | Период вещания  |
| Сезон | Сезон      | Количество эпизодов | Оригинал        | Оригинал        | В России        | В России        |
| Сезон | Сезон      | Количество эпизодов | Начало сезона   | Финал сезона    | Начало сезона   | Финал сезона    |
| ----- | ---------- | ------------------- | --------------- | --------------- | --------------- | --------------- |
|       | 1          | 26                  | 29 ноября 2010  | 15 октября 2011 | 2 января 2012   | 3 февраля 2012  |
|       | 2          | 26                  | 18 февраля 2012 | 2 ноября 2012   | 1 января 2013   | 5 февраля 2013  |
|       | 3          | 13                  | 22 марта 2013   | 26 июля 2013    | 4 декабря 2013  | 20 декабря 2013 |
|       | Мультфильм | Мультфильм          | 4 октября 2013  | 4 октября 2013  | 21 декабря 2013 | 21 декабря 2013 |

### Первый сезон (2010)
| № серии | № в сезоне | Русское название               | Оригинальное название   | Режиссёр                        | Сценарист                    | Дата премьеры    | Дата премьеры в России |
| --- | ---------- | ------------------------------ | ----------------------- | ------------------------------- | ---------------------------- | ---------------- | ---------------------- |
| 1 | 1          | «Тьма сгущается. Часть 1»      | Darkness Rising. Part 1 | Дэвид Хартман                   | Дуэйн Капицци                | 29 ноября 2010   | 2 января 2012          |
| В Джаспере, Невада три подростка — Джек Дарби, Мико Накадаи и Рафаэль (Раф) Эсквайвл — случайно попали в перестрелку между гигантскими механическими инопланетными роботами, которые затем превращаются в обычные автомобили. Трое детей попадают на базу Автоботов, где их лидер, Оптимус Прайм, объясняет, что он и его команда — это раса автономных роботизированных организмов с далёкой планеты Кибертрон, и они борются с Десептиконами, под предводительством Мегатрона, за неиссякаемый источник энергии — Энергон. Жертвы: автобот Клиффджампер |            |                                |                         |                                 |                              |                  |                        |
| |            |                                |                         |                                 |                              |                  |                        |
| 2 | 2          | «Тьма сгущается. Часть 2»      | Darkness Rising. Part 2 | Дэвид Хартман                   | Николь Дюбук                 | 30 ноября 2010   | 3 января 2012          |
| Лидер Десептиконов, Мегатрон, возвращается после трёхлетнего отсутствия. Он планирует использовать против Автоботов таинственное вещество под названием «Тёмный Энергон», которое может превращать тела мёртвых Трансформеров в зомби — Террорконов. Автоботы фиксируют, что сигнал одного из членов их команды — Клиффджампера — пропал, и предпринимают штурм энергонной шахты. Но там их ждёт шокирующий сюрприз — Мегатрон с помощью Тёмного энергона воскресил мёртвого Клиффджампера как Терроркона; и тот теперь жаждет лишь одного — уничтожить Автоботов. |            |                                |                         |                                 |                              |                  |                        |
| |            |                                |                         |                                 |                              |                  |                        |
| 3 | 3          | «Тьма сгущается. Часть 3»      | Darkness Rising. Part 3 | Тодд Ватерман                   | Марша Гриффин                | 1 декабря 2010   | 4 января 2012          |
| Оптимус Прайм и Рэтчет исследуют необычную активность Мегатрона и Десептиконов, в то время как Арси и Бамблби отправляются на патрулирование, оставляя Балкхэда с Джеком, Мико и Рафом на Базе. Между тем, Саундвейв, правая рука Мегатрона, похищает агента Уильяма Фоулера, обеспечивающего связь Автоботов с правительством, и доставляет его к Старскриму, который непременно желает узнать месторасположение Базы Автоботов. |            |                                |                         |                                 |                              |                  |                        |
| |            |                                |                         |                                 |                              |                  |                        |
| 4 | 4          | «Тьма сгущается. Часть 4»      | Darkness Rising. Part 4 | Шон Нигошойсен                  | Стивен Мелчинг               | 2 декабря 2010   | 5 января 2012          |
| Балкхэд, Арси и Бамблби прокрадываются на корабль Десептиконов, Немезиду, чтобы спасти агента Фоулера, в то время как Оптимус Прайм и Рэтчет сражаются с Мегатроном и армией Террорконов. |            |                                |                         |                                 |                              |                  |                        |
| |            |                                |                         |                                 |                              |                  |                        |
| 5 | 5          | «Тьма сгущается. Часть 5»      | Darkness Rising. Part 5 | Винтон Хек                      | Джозеф Хур                   | 3 декабря 2010   | 6 января 2012          |
| Десептиконы заканчивают калибровку Космического моста до Кибертрона. Оптимус Прайм и Автоботы должны быть готовы остановить Мегатрона до открытия Моста и перемещения к Земле огромной армии Террорконов, бывших когда-то воинами Кибертрона. |            |                                |                         |                                 |                              |                  |                        |
| |            |                                |                         |                                 |                              |                  |                        |
| 6 | 6          | «Наставники и ученики»         | Masters and Students    | Тодд Ватерман                   | Дэвид Слэк                   | 11 февраля 2011  | 7 января 2012          |
| После предполагаемой смерти Мегатрона, Старскрим назначает себя новым лидером Десептиконов. Однако, к своей досаде, он обнаруживает, что войска не уважают его так же сильно, как Мегатрона. Чтобы завоевать их уважение, Старскрим пробуждает легендарного Воина-Десептикона Скайквейка, который на протяжении веков был погребён в стазисе на Земле, и пытается заставить его перейти на свою сторону. Тем временем, Рэтчет, со всей своей неукротимой учёностью, соглашается помочь Джеку, Мико и Рафу со школьными научными проектами, это сулит взрывные неприятности. Жертвы: элитный воин-десептикон Скайквейк |            |                                |                         |                                 |                              |                  |                        |
| |            |                                |                         |                                 |                              |                  |                        |
| 7 | 7          | «Свалка»                       | Scrapheap               | Шон Нигошойсен                  | Марша Гриффин                | 18 февраля 2011  | 9 января 2012          |
| Находясь на разведке в Арктике, Балкхэд и Бамблби обнаруживают разбитый космический корабль, похороненный подо льдом. Они телепортируют его на Базу для проверки, а Оптимус Прайм и Арси отправляются в Арктику, чтобы получить больше информации о происхождении космического судна. Остальные Автоботы обнаруживают, что в корабле находится большой рой Робозитов/Скраплетов, прочной и чрезвычайно опасной формы Кибертронской «дикой» природы, которая поглощает металл в огромных количествах. Робозиты/Скраплеты атакуют Базу, поглощая любой металл в поле зрения и нанося значительный ущерб Земному мосту, оставляя Оптимуса и Арси в ловушке в Арктике. |            |                                |                         |                                 |                              |                  |                        |
| |            |                                |                         |                                 |                              |                  |                        |
| 8 | 8          | «Дело Десептиконов»            | Con Job                 | Винтон Хек                      | Стивен Мелчинг               | 25 февраля 2011  | 10 января 2012         |
| Автоботы получают сообщение от Уилджека, старого друга Балкхэда, который попадает на Землю во время путешествия по Галактике. Регистрируя сигнал сообщения, Старскрим и Саундвейв захватывают Уилджека в плен. Десептиконы отправляют вместо него на встречу Мейкшифта, искусного шпиона, способного принимать вид любого Трансформера, под видом Уилджека, чтобы обнаружить расположение Базы Автоботов. Жертвы: десептикон Мейкшифт Дуэли: Уилджек против Мейкшифта |            |                                |                         |                                 |                              |                  |                        |
| |            |                                |                         |                                 |                              |                  |                        |
| 9 | 9          | «Конвой»                       | Convoy                  | Тод Ватерман                    | Джозеф Хур                   | 4 марта 2011     | 11 января 2012         |
| Агент Фоулер просит помощи Автоботов в транспортировке мощного ядерного устройства на военную базу, но поскольку отправка такого устройства через Земной мост может быть потенциально опасной, им приходится использовать автомобильный транспорт. Во время миссии Автоботы попадают в засаду М.Е.Х., террористической организации, которая хочет украсть ядерное устройство и использовать его в своих собственных гнусных целях. И что ещё хуже, Десептиконы тоже не прочь поживиться устройством. |            |                                |                         |                                 |                              |                  |                        |
| |            |                                |                         |                                 |                              |                  |                        |
| 10 | 10         | «Бог из машины»                | Deus Ex Machina         | Шон Нигошойсен                  | Николь Дюбук                 | 11 марта 2011    | 12 января 2012         |
| Автоботы обнаруживают, что в одном из музеев Греции экспонируется Сборщик энергона, древнее и мощное устройство из далёкого прошлого Кибертрона. Джек, Мико и Раф вызываются проникнуть в музей и забрать устройство, прежде чем оно попадёт в чужие руки. Старскрим также узнаёт о местонахождении Сборщика, и отправляет на место находки Саундвейва вместе с Нокаутом и Брейкдауном. Похоже, что союзники Автоботов в смертельной опасности. |            |                                |                         |                                 |                              |                  |                        |
| |            |                                |                         |                                 |                              |                  |                        |
| 11 | 11         | «Скоростной металл»            | Speed Metal             | Винтон Хек                      | Дин Стефан                   | 9 апреля 2011    | 13 января 2012         |
| В попытке проучить школьного хулигана Винса, а также произвести впечатление на Сиерру, Джек убеждает Бамблби помочь ему выиграть подпольную уличную гонку. К несчастью, всё меняется, когда Нокаут, тоже участвующий в гонке, похищает Винса, полагая, что он — союзник Бамблби. |            |                                |                         |                                 |                              |                  |                        |
| |            |                                |                         |                                 |                              |                  |                        |
| 12 | 12         | «Хищник»                       | Predatory               | Тодд Ватерман и Кирк ван Вормер | Марша Гриффин                | 16 апреля 2011   | 16 января 2012         |
| Джек сопровождает Арси на рутинной миссии-разведке в лесу, где они обнаруживают разбитый космический корабль. Вскоре становится ясно, что владелец корабля — смертельная и безжалостная убийца, Десептикон Эйрахнида. Она бросается в лес на поиски Джека, подвергая его опасности и заставляя Арси вспомнить их последнюю встречу на Кибертроне, когда во время миссии по поимке Эйрахниды Арси потеряла напарника, Тейлгейта. Дуэли: Арси и Джек против Эйрахниды |            |                                |                         |                                 |                              |                  |                        |
| |            |                                |                         |                                 |                              |                  |                        |
| 13 | 13         | «Игры разума»                  | Sick Mind               | Шон Нигошойсен                  | Стивен Мелчинг               | 30 апреля 2011   | 17 января 2012         |
| Изучая обломки разбившегося космического корабля Автоботов в пустыне, Оптимус Прайм заражается Кибонной чумой, смертельным вирусом, который ослабляет его состояние до критического уровня. Арси и Бамблби пробираются на «Немезиду», чтобы найти лекарство от вируса. Следуя совету Рэтчета, Арси использует кортикально-психическое соединение для отправки Бамблби в подсознание Мегатрона, который когда-то создал Кибонную чуму как биологическое оружие. Тем временем, Старскрим и Нокаут вынашивают план окончательного обретения власти над Десептиконами, готовясь отключить своего лидера от реанимации, поставив под угрозу миссию Бамблби, рискующего остаться в подсознании Мегатрона навсегда. |            |                                |                         |                                 |                              |                  |                        |
| |            |                                |                         |                                 |                              |                  |                        |
| 14 | 14         | «В чужом теле»                 | Out of His Head         | Винтон Хек                      | Николь Дюбук                 | 7 мая 2011       | 18 января 2012         |
| Подсознание Мегатрона ошибочно загружается в голову Бамблби, где Десептикон манипулирует сознанием Би, планируя вернуться в своё тело и восстановить власть над Десептиконами. Тем временем, Старскрим крадёт объектив мощного космического телескопа и пытается использовать его для плавления льдов в Арктике, чтобы получить доступ к подземному месторождению Энергона. Пока Автоботы во главе с Оптимусом сражаются с армией Старскрима, Мегатрон, контролируя Бамблби, проникает на «Немезиду» и восстанавливает своё тело к жизни при помощи Тёмного Энергона. |            |                                |                         |                                 |                              |                  |                        |
| |            |                                |                         |                                 |                              |                  |                        |
| 15 | 15         | «Зона тени»                    | Shadowzone              | Тодд Ватерман                   | Марша Гриффин                | 14 мая 2011      | 19 января 2012         |
| Старскрим пытается использовать осколок Тёмного Энергона: одну его часть помещает в свою Искру, а другую — в могилу Скайквейка, чтобы использовать того как Терроркона. Но на Базе Рэтчет фиксирует всплеск Тёмного Энергона и план Старскрима проваливается. К несчастью, вместе с Автоботами на могилу Скайквейка незаметно телепортируются Джек, Мико и Раф. Автоботы запрашивают Земной мост для перемещения подростков на Базу одновременно с тем, как Старскрим использует свой Мост для бегства от Автоботов. Два Земных моста, открытых одновременно в одном месте взаимодействуют друг с другом, вызывая взрыв, который открывает телепорт в параллельную реальность. Именно там застревают Джек, Мико и Раф вместе с Террорконом Скайквейком. Подростки должны найти способ вернуться в нашу реальность, пока до них не добрался Зомби. |            |                                |                         |                                 |                              |                  |                        |
| |            |                                |                         |                                 |                              |                  |                        |
| 16 | 16         | "Операция «Брейкдаун»          | Operation: Breakdown    | Шон Нигошойсен                  | Стивен Мелчинг               | 18 июня 2011     | 20 января 2012         |
| Во время битвы с Балкхэдом в заброшенном городе на полуострове Камчатка (Дальний Восток России), Брейкдаун оказывается захвачен М.Е.Х. Специалисты этой организации хотят вскрыть Десептикона и исследовать его кибернетические детали в рамках проекта «Химера». Оптимус Прайм и Старскрим понимают, что технологии Трансформеров не должны попасть в руки людей, и организуют, по отдельности, спасательные миссии, чтобы предотвратить возможные разрушительные последствия действий М.Е.Х. |            |                                |                         |                                 |                              |                  |                        |
| |            |                                |                         |                                 |                              |                  |                        |
| 17 | 17         | «Крест-накрест»                | Crisscross              | Винтон Хек                      | Джозеф Хур                   | 25 июня 2011     | 23 января 2012         |
| Эйрахнида ищет способ отомстить Арси и Джеку и объединяется с М.Е.Х., которым после неудачи с Брейкдауном снова нужен подопытный Трансформер. Их план состоит в том, чтобы похитить мать Джека, Джун Дарби, и использовать её в качестве заложника. Этим они заманивают Джека и Арси в штаб М.Е.Х. И пока Джек пытается спасти маму, Арси попадает в ловушку М.Е.Х. |            |                                |                         |                                 |                              |                  |                        |
| |            |                                |                         |                                 |                              |                  |                        |
| 18 | 18         | «Магнетизм»                    | Metal Attraction        | Тодд Ватерман                   | Николь Дюбук                 | 9 июля 2011      | 24 января 2012         |
| Балкхэд и Арси, вместе с немного назойливой Мико, отправляются в разведывательную миссию для исследования необычного энергетического сигнала в пустыне. Они обнаруживают, что сигнал поступает от Перчатки Полярности, оружия, которое манипулирует магнитными полями. Автоботы вскоре понимают, что не только они зафиксировали этот сигнал: в борьбу за Перчатку вступают Брейкдаун, которого послал Мегатрон, и Эйрахнида, мечтающая забрать артефакт себе. В конце концов, Арси и Балкхэд в непростой битве захватывают Перчатку. Брейкдаун же возвращается к Мегатрону с пустыми руками, но вместе с Эйрахнидой, которую Арси примагнитила к Брейкдауну. Эйрахнида невольно присоединяется к армии Мегатрона. |            |                                |                         |                                 |                              |                  |                        |
| |            |                                |                         |                                 |                              |                  |                        |
| 19 | 19         | «Нижний предел»                | Rock Bottom             | Шон Нигошойсен                  | Тим Джонс                    | 16 июля 2011     | 25 января 2012         |
| Балкхэд, Арси, Джек и Мико исследуют старую энергонную шахту Десептиконов, которая, предположительно, пуста. Мегатрон и Старскрим также прибывают туда, так как, по мнению Мегатрона, его заместитель тайно хранит для себя тонны энергона. Как только Мегатрон обнаруживает в шахте Автоботов и подростков, он открывает беспорядочный огонь и разрушает шахту, похоронив всех внутри. Арси и Джек успевают выбраться наружу, а Балкхэд должен спасти Мико, прежде чем в шахте закончится весь кислород. |            |                                |                         |                                 |                              |                  |                        |
| |            |                                |                         |                                 |                              |                  |                        |
| 20 | 20         | «Партнёры»                     | Partners                | Винтон Хек                      | Майк Джонсон                 | 23 июля 2011     | 26 января 2012         |
| Мегатрон отправляет Старскрима и Эйрахниду на место разбившегося корабля Десептиконов «Предвестник» для поиска Иммобилайзера, мощного оружия, способного «заморозить» Трансформера навсегда. Прибывшие на место Автоботы, к своему удивлению, обнаруживают Старскрима, преданного Эйрахнидой и склеенного её паутиной. Но Автоботы ещё больше шокированы тем, что бывший заместитель Мегатрона хочет примкнуть к ним. Примечание: В США выход этой серии был посвящён памяти капитана Х. Л. Ларри Каллена (старшего брата Питера Каллена, помогавшего создавать голос Оптимуса Прайма), который умер в марте 2011 года. |            |                                |                         |                                 |                              |                  |                        |
| |            |                                |                         |                                 |                              |                  |                        |
| 21 | 21         | «Перезагрузка»                 | T.M.I.                  | Тодд Ватерман                   | Джозеф Хур                   | 10 сентября 2011 | 27 января 2012         |
| Во время битвы между Автоботами и Десептиконами за обладание Инфоцилиндром, устройством, содержащим знания о Кибертроне, Мико бросается на помощь и пытается затолкнуть Цилиндр в Земной мост на Базу. Вместо этого, она случайно активирует устройство, которое загружает информацию — конкретно, формулу для синтетического энергона — в мозг Балкхэда. Вскоре Балкхэд начинает собирать сложную формулу, рисуя уравнение для неё на стенах; а Мико пугается, когда личность и воспоминания Балкхэда начинают стираться из его памяти. |            |                                |                         |                                 |                              |                  |                        |
| |            |                                |                         |                                 |                              |                  |                        |
| 22 | 22         | «Сильнее, быстрее»             | Stronger, Faster        | Шон Нигошойсен                  | Маргрет Скотт                | 17 сентября 2011 | 30 января 2012         |
| Рэтчет тестирует формулу Синтетического Энергона, полученную Балкхэдом из Инфоцилиндра, на различных механических двигателях. Чувствуя желание играть более важную роль в миссиях, он вводит себе Синтетический Энергон, основанный на незаконченной формуле. Сначала результаты положительные, причём этот энергон значительно увеличивает силу, скорость и ловкость Рэтчета. Но вскоре синт. энергон начинает оказывать негативное влияние на личность Автобота. |            |                                |                         |                                 |                              |                  |                        |
| |            |                                |                         |                                 |                              |                  |                        |
| 23 | 23         | «Один должен пасть»            | One Shall Fall          | Винтон Хек                      | Дуэйн Капицци и Джозеф Хур   | 24 сентября 2011 | 31 января 2012         |
| Оптимус Прайм прочитывает отрывок из Завета Праймуса, в котором подробно излагаются предсказания о Конце света, связанные с Землёй и Мегатроном. После того, как Мегатрон атакует Рафа и Бамблби, ранив подростка Тёмным Энергоном и, тем самым, введя его в кому, Оптимус понимает, что он не может закончить войну с Десептиконами дипломатическим путём, и сам решает противостоять Мегатрону, уничтожив его раз и навсегда. Дуэли: Оптимус Прайм против Мегатрона |            |                                |                         |                                 |                              |                  |                        |
| |            |                                |                         |                                 |                              |                  |                        |
| 24 | 24         | «Тот, кто возвысится. Часть 1» | One Shall Rise. Part 1  | Тодд Ватерман                   | Николь Дюбук и Дуэйн Капицци | 1 октября 2011   | 1 февраля 2012         |
| Юникрон, Повелитель Хаоса, древнее злобное существо, пробуждается в центре Земли после тысячелетнего стазиса, вызывая множество стихийных бедствий во всём мире и заставляя свою кровь, Тёмный Энергон, извергаться из вулканов Земли. Оптимус рассказывает историю Юникрона и его битву с Праймусом, суммируя, что Юникрон на самом деле является ядром Земли. В это же время Мегатрон заявляет Юникрону о своей преданности ему. |            |                                |                         |                                 |                              |                  |                        |
| |            |                                |                         |                                 |                              |                  |                        |
| 25 | 25         | «Тот, кто возвысится. Часть 2» | One Shall Rise. Part 2  | Шон Нигошойсен                  | Марша Гриффин                | 8 октября 2011   | 2 февраля 2012         |
| Помогая Автоботам в борьбе с армией гигантских каменных аватаров Юникрона, Мегатрон, отвергнутый Повелителем Хаоса, создаёт альянс со своими врагами, чтобы победить Юникрона и спасти Землю от разрушения. Затем Автоботы и Мегатрон отправляются к ядру Земли, планируя отправить Юникрона обратно в стазис, используя Матрицу лидерства, которая находится в Искре Оптимуса. |            |                                |                         |                                 |                              |                  |                        |
| |            |                                |                         |                                 |                              |                  |                        |
| 26 | 26         | «Тот, кто возвысится. Часть 3» | One Shall Rise. Part 3  | Винтон Хек                      | Стивен Мелчинг               | 15 октября 2011  | 3 февраля 2012         |
| Пока Рэтчет рассказывает Джеку, Мико, Рафу, Джун Дарби и агенту Фоулеру об истории Оптимуса ещё до того, как он стал Праймом, в ядре Земли начинается последняя битва. Мегатрон и Автоботы сражаются с летучими антителами Юникрона, чтобы добраться до его искры и навсегда потушить её. Но они ещё не знают, сколь высокой ценой будет добыта победа. |            |                                |                         |                                 |                              |                  |                        |
| |            |                                |                         |                                 |                              |                  |                        |

### Второй сезон (2012)
| № серии | № в сезоне | Русское название              | Оригинальное название      | Режиссёр       | Сценарист         | Дата премьеры    | Дата премьеры в России |
| --- | ---------- | ----------------------------- | -------------------------- | -------------- | ----------------- | ---------------- | ---------------------- |
| 27 | 1          | «Орион Пакс. Часть 1»         | Orion Pax. Part 1          | Винтон Хек     | Николь Дюбук      | 18 февраля 2012  | 1 января 2013          |
| Оптимус Прайм теряет всю свою память о том, как был Праймом, после использования Матрицы Лидерства в ядре Земли против Искры Юникрона. Мегатрон использует это преимущество и забирает Ориона (имя Оптимуса до того, как тот стал Праймом) на «Немезиду», убеждая его, что Десептиконы борются за свободу и справедливость, а Автоботы, во главе с Рэтчетом, допустили уничтожение Кибертрона. Орион верит Мегатрону, ведь до того, как стать Оптимусом Праймом, Орион Пакс был товарищем Мегатронуса. Автоботы абсолютно шокированы таким поворотом событий. Но Рэтчет обнаруживает, что Джек обладает неким ключом (тем самым, который отдал ему Оптимус перед отправлением к ядру Земли) к Вектору Сигма, древнему суперкомпьютеру, содержащему бесконечные знания, в том числе, и память Праймов. Автоботы разрабатывают чёткий план, чтобы вернуть своего лидера. |            |                               |                            |                |                   |                  |                        |
| |            |                               |                            |                |                   |                  |                        |
| 28 | 2          | «Орион Пакс. Часть 2»         | Orion Pax. Part 2          | Скутер Тидвел  | Маргрет Скотт     | 25 февраля 2012  | 2 января 2013          |
| Используя информацию от Старскрима, в обмен на помощь, Автоботы захватывают управление Космическим мостом Десептиконов для того, чтобы отправить Джека и Арси на Кибертрон. Они должны найти легендарный Вектор Сигмы для восстановления памяти Оптимуса. Между тем, Орион Пакс по поручению Мегатрона занимается расшифровкой Базы данных Иакона; но после короткого разговора со Старскримом (который, как утверждал Мегатрон, был мёртв), Орион задаётся вопросом, говорит ли Мегатрон ему всю правду. |            |                               |                            |                |                   |                  |                        |
| |            |                               |                            |                |                   |                  |                        |
| 29 | 3          | «Орион Пакс. Часть 3»         | Orion Pax. Part 3          | Шон Нигошойсен | Джозеф Хур        | 3 марта 2012     | 3 января 2013          |
| На Кибертроне, во время поиска Вектора Сигмы, Джек и Арси подвергаются атаке Инсектикона, стража городов Десептиконов, и роя Робозитов/Скраплетов. На «Немезиде» Орион всё больше начинает сомневаться, кто же он на самом деле, и случайно находит в бортовом архиве информацию об Оптимусе Прайме. Мегатрон узнаёт об активации Космического моста на Кибертрон и отправляется на место помешать Автоботам. Балкхэд, Рэтчет и Бамблби сражаются с ним, пока на Кибертроне Арси бьётся с Инсектиконом, а Джек пытается не позволить Робозитам/Скраплетам помешать загрузке информации из Вектора Сигмы. Позже Мегатрон, отвлечённый Арси, вернувшейся с Кибертрона, не может помешать Джеку загрузить данные Вектора Сигмы в память Ориона Пакса: Оптимус возвращается. |            |                               |                            |                |                   |                  |                        |
| |            |                               |                            |                |                   |                  |                        |
| 30 | 4          | «Операция „Бамблби“. Часть 1» | Operation Bumlebee. Part 1 | Тодд Ватерман  | Марти Изенберг    | 10 марта 2012    | 4 января 2013          |
| Борьба за обладание древними Кибертронскими реликвиями, спрятанными на Земле, начинается. Мегатрон уже успел обнаружить одну из них — это Экстрактор Искр, который лишает любого Трансформера собственной Искры. Но ловкач Бамблби успевает выхватить его из рук Мегатрона и доставить на базу. Позже, исследуя сигнатуру, возможно, ещё одного артефакта, Бамблби попадает в плен к М.Е.Х., где над ним проводят операцию и изымают Т-шестерню (устройство, которое позволяет Трансформерам сканировать любой вид транспорта и трансформироваться). Неспособный трансформироваться в режим автомобиля, Бамблби вынужден остаться на базе. Не особо обрадованный таким развитием событий, он и Балкхэд исследуют ещё одну сигнатуру, которая приводит их к пещере, из которой выбегает Брейкдаун, который вступает в борьбу с Балкхэдом, и на огромной скорости выезжает Нокаут, транспортируя на «Немезиду» ещё один артефакт — Генератор Защиты. Тем временем, Старскрим посещает Сайлеса (лидера М.Е.Х.) и предлагает советы и знания по кибернетической анатомии. |            |                               |                            |                |                   |                  |                        |
| |            |                               |                            |                |                   |                  |                        |
| 31 | 5          | «Операция „Бамблби“. Часть 2» | Operation Bumlebee. Part 2 | Винтон Хек     | Николь Дюбук      | 17 марта 2012    | 7 января 2013          |
| Всё ещё чувствуя себя виноватым за то, что не смог восстановить голос Бамблби во время войны, Рэтчет предлагает отдать Бамблби собственную Т-шестерню путём трансплантации. В то время как Оптимус, Балкхэд и Арси ищут ещё одну реликвию Иакона, Молот Солус Прайм, агент Фоулер вызывает базу и сообщает новость о недавно обнаруженных координатах штаб-квартиры М.Е.Х. Бамблби отправляется один штурмовать убежище, чтобы вернуть свою Т-шестерню. |            |                               |                            |                |                   |                  |                        |
| |            |                               |                            |                |                   |                  |                        |
| 32 | 6          | «Вооружён и непредсказуем»    | Loose Cannons              | Скутер Тидвел  | Дэвид МакДермотт  | 24 марта 2012    | 8 января 2013          |
| Уилджек возвращается на Землю в поисках брата-близнеца Скайквейка, Десептикона Дредвинга, который несёт ответственность за смерть Разрушителя Сиспрея. Уилджек просит Команду Прайма помочь ему в поисках. В то время как Балкхэд рад и взволнован, снова увидев своего лучшего друга, Оптимус вскоре начинает беспокоиться о безрассудстве и агрессии Уилджека и игнорировании гражданских лиц во время поиска Дредвинга. |            |                               |                            |                |                   |                  |                        |
| |            |                               |                            |                |                   |                  |                        |
| 33 | 7          | «Перекрёстный огонь»          | Crossfire                  | Шон Нигошойсен | Марти Изенберг    | 31 марта 2012    | 9 января 2013          |
| Мегатрон посылает Брейкдауна, Эйрахниду и Дредвинга на поиски Энергона в лесу. Эйрахнида не знает, что напарникам поручено убить её за измену (во время нахождения Мегатрона в центре Земли). Она разгадывает план и убегает, убивая и расчленяя при этом Брейкдауна. Столкнувшись с одиноким Инсектиконом, Эйрахнида использует свои способности для контроля над ним и бросает вызов Мегатрону. Старскрим случайно обнаруживает Инсектикона, что приводит к вовлечению в конфликт Автоботов и ещё одному противостоянию между Арси и Эйрахнидой. Жертвы: десептикон Брейкдаун |            |                               |                            |                |                   |                  |                        |
| |            |                               |                            |                |                   |                  |                        |
| 34 | 8          | «Самозванец Прайм»            | Nemesis Prime              | Тодд Ватерман  | Дэвид МакДермотт  | 7 апреля 2012    | 10 января 2013         |
| М.Е.Х. создаёт клон Оптимуса Прайма (которого Рэтчет называет Немезисом Праймом) и направляет его на военную базу, где он наносит серьёзный ущерб. Военные немедленно обвиняют в этом Оптимуса и приказывают стрелять в Автоботов в зоне досягаемости. В то время как агент Фоулер пытается убедить своих руководителей, что это не Оптимус атаковал базу, Команда Прайма пытается отследить Немезиса Прайма и вернуть себе честное имя. |            |                               |                            |                |                   |                  |                        |
| |            |                               |                            |                |                   |                  |                        |
| 35 | 9          | «Допрос»                      | Grill                      | Кевин Альтери  | Дуэйн Капицци     | 14 апреля 2012   | 11 января 2013         |
| Агент Фоулер вынужден объяснять недавние события своему начальнику, Генералу Брайсу. Получая угрозы военного трибунала и свёртывания поддержки Команды Прайма, Фоулер пытается убедить Брайса в том, что Автоботы всё ещё находятся на стороне людей, но Брайс считает, что Оптимус стал изгоем и погиб, не понимая, что Немезис Прайм — это не настоящий Оптимус. |            |                               |                            |                |                   |                  |                        |
| |            |                               |                            |                |                   |                  |                        |
| 36 | 10         | «Армада»                      | Armada                     | Винтон Хек     | Мэтт Вэйн         | 21 апреля 2012   | 14 января 2013         |
| Балкхэд случайно оказывается в ловушке на борту «Немезиды» во время разведки и пытается скрыться, не будучи обнаруженным. Между тем, Старскрим и Эйрахнида, по отдельности, отправляют свои армии (Старскрим — своих клонов, а Эйрахнида — рой Инсектиконов) на «Немезиду», планируя покончить с Мегатроном. |            |                               |                            |                |                   |                  |                        |
| |            |                               |                            |                |                   |                  |                        |
| 37 | 11         | «Корабль-монстр»              | Flying Mind                | Скутер Тидвел  | Роберт Н. Скир    | 28 апреля 2012   | 15 января 2013         |
| «Немезида» терпит крушение на склоне горы из-за сильно повреждённого двигателя. Мегатрон пытается перезапустить двигатель с помощью Тёмного энергона, который первоначально восстанавливает двигатель, но затем выясняется неожиданный побочный эффект: у корабля появляется собственный ум. Когда корабль выходит из-под контроля, он «замораживает» лучом Тёмного энергона как Автоботов, так и Десептиконов. Джек, Мико, Раф и агент Фоулер остаются единственными, кто может остановить его безумство. |            |                               |                            |                |                   |                  |                        |
| |            |                               |                            |                |                   |                  |                        |
| 38 | 12         | «Под землёй»                  | Tunnel Vision              | Шон Нигошойсен | Эндрю Р. Робинсон | 5 мая 2012       | 16 января 2013         |
| Используя координаты четырёх реликвий Иакона, расшифрованных кораблём и спрятанных по всему миру, Команда Прайма разделяется на группы и отправляется в каждое место одновременно. Арси, Бамблби, Джек и Мико отправляются в Нью-Йорк, чтобы найти первую реликвию, Фазовый Переключатель (устройство, позволяющее пользователю проходить сквозь материю или наоборот), которое оказывается спрятанным в туннелях метрополитена. Во время миссии Арси и Бамблби подвергаются атаке Нокаута и Инсектикона, а Джек и Мико натыкаются на работника метро Вогеля и пытаются помешать ему узнать секрет о Трансформерах. |            |                               |                            |                |                   |                  |                        |
| |            |                               |                            |                |                   |                  |                        |
| 39 | 13         | «Антарктида»                  | Triangulation              | Тодд Ватерман  | Дэвид МакДермотт  | 12 мая 2012      | 17 января 2012         |
| Оптимус Прайм направляется в Антарктиду, чтобы найти ещё одну реликвию Иакона — Сверхброню. Оптимус заставляет Старскрима (который триангулировал местоположение не только самой реликвии, но и четырёх групп Десептиконов в разных регионах Земли) привести его к артефакту. Проблемы начинаются, когда туда же прибывает Дредвинг, также ищущий реликвию и пытающийся схватить Старскрима и доставить к Мегатрону для допроса и должного наказания за дезертирство. Дредвингу приходится на время объединиться с Оптимусом, чтобы противостоять Старскриму, уже примерившему Сверхброню на себе. |            |                               |                            |                |                   |                  |                        |
| |            |                               |                            |                |                   |                  |                        |
| 40 | 14         | «Приоритеты»                  | Triage                     | Винтон Хек     | Марти Изенберг    | 19 мая 2012      | 18 января 2013         |
| По совету Оптимуса, Рэтчет просит Уилджека о помощи в своей миссии по поиску третьей реликвии Иакона — ультразвукового оружия десептиконской разработки, называемого Резонансный Бластер. Во время поиска, два Автобота оказываются атакованы Саундвейвом, но Уилджеку удаётся сбить мини-кона Саундвейва, Лазербика, и отключить его сигнал, что наталкивает Рэтчета на интересную мысль. В то время как Уилджек и Саундвейв сражаются за Резонансный Бластер, Рэтчет с помощью Рафа загружает в подшивку Лазербика компьютерный вирус, с помощью которого Автоботы смогут незаметно загрузить всю базу данных Иакона. |            |                               |                            |                |                   |                  |                        |
| |            |                               |                            |                |                   |                  |                        |
| 41 | 15         | «На грани заражения»          | Toxicity                   | Скутер Тидвел  | Стивен Мелчинг    | 26 мая 2012      | 21 января 2013         |
| Балкхэд отправляется на вулканический остров на экваторе, чтобы найти четвёртую реликвию Иакона. Но к своему ужасу он обнаруживает, что артефакт — это Токс-Эн, высокотоксичная форма Энергона, смертельно опасная для Трансформеров, ранее использовавшаяся Десептиконами в качестве оружия массового поражения. Балкхэд пытается избавиться от Токс-Эна, выбросив его в вулкан, но постоянный контакт с Токс-Эном пагубно влияет на его жизненные показатели. Ситуация становится ещё хуже, когда группа инсектиконов во главе с Харшеллом (самым свирепым из них) прибывает на экватор в поисках артефакта. |            |                               |                            |                |                   |                  |                        |
| |            |                               |                            |                |                   |                  |                        |
| 42 | 16         | «Пострадавший»                | Hurt                       | Шон Нигошойсен | Маргрет Скотт     | 24 августа 2012  | 22 января 2013         |
| Балкхэд остаётся в критическом состоянии на грани жизни и смерти после сражения с Инсектиконами и воздействием Токс-Эн. Мико и Уилджек, взбешённые тем, что случилось с Балкхэдом, отправляются на поиски Хардшелла, желая отомстить. |            |                               |                            |                |                   |                  |                        |
| |            |                               |                            |                |                   |                  |                        |
| 43 | 17         | «Осколки прошлого»            | Out of the Past            | Тодд Ватерман  | Майк Джонсон      | 31 августа 2012  | 23 января 2013         |
| Мико недовольна медленными темпами восстановления Балкхэда и убегает с Базы. Увидев Мико, плачущей на крыше Базы, Арси пытается поднять ей настроение, рассказывая историю о том, как она и её последний напарник Клиффджампер прибыли на Землю. Тогда Старскрим захватил Арси и Клиффджампера и приказал учёному-Десептикону Шоквейву допросить их. Постепенно два Автобота понимают, что Десептиконы строят Космический мост на Землю. |            |                               |                            |                |                   |                  |                        |
| |            |                               |                            |                |                   |                  |                        |
| 44 | 18         | «Новичок»                     | New Recruit                | Винтон Хек     | Марти Изенберг    | 7 сентября 2012  | 24 января 2013         |
| Во время боя с Десептиконами Команде Прайма неожиданно приходит на помощь Смоукскрин, молодой и импульсивный автобот из Элитной гвардии Кибертрона. Несмотря на недоверие Арси и Рэчтета к новичку, Оптимус принимает решение телепортировать Смоукскрина на базу для дальнейшего обучения. Между тем, Старскрим обнаруживает, что метеорит, недавно упавший на Землю, содержит Красный Энергон (чрезвычайно редкую разновидность Энергона, которая придаёт Трансформеру сверхскорость); Десептикон не прочь разжиться этим ценным материалом. |            |                               |                            |                |                   |                  |                        |
| |            |                               |                            |                |                   |                  |                        |
| 45 | 19         | «Человеческий фактор»         | The Human Factor           | Скутер Тидвел  | Роберт Н. Скир    | 14 сентября 2012 | 25 января 2013         |
| Учёные М.Е.Х. трансплантируют умирающего полковника Леланда Бишопа (он же Сайлас) в тело и систему жизнеобеспечения Брейкдауна. Сайлас убивает учёных и направляется к Мегатрону, прося место для себя в рядах Десептиконов и предлагая альянс по проекту «Дамокл»: спутниковой системы лазерного оружия для отслеживания Автоботов и их союзников. |            |                               |                            |                |                   |                  |                        |
| |            |                               |                            |                |                   |                  |                        |
| 46 | 20         | «Наследство»                  | Legacy                     | Шон Нигошойсен | Марша Гриффин     | 21 сентября 2012 | 28 января 2013         |
| Оптимус Прайм даёт Джеку задачу помочь Смоукскрину узнать больше о человеческом обществе и адаптироваться к жизни на Земле. Десептиконы обнаруживают другую реликвию Иакона, легендарный Звёздный Меч; Мегатрон отправляет Автоботов по ложному следу из целой серии неверных координат артефактов, чтобы выиграть время и найти способ управлять Мечом. |            |                               |                            |                |                   |                  |                        |
| |            |                               |                            |                |                   |                  |                        |
| 47 | 21         | «Альфа/Омега»                 | Alpha/Omega                | Тодд Ватерман  | Дэвид МакДермотт  | 28 сентября 2012 | 29 января 2013         |
| Оптимус Прайм обнаруживает, что Звёздный Меч содержит в себе сообщение от его бывшего наставника — Альфа Триона. Альфа Трион объясняет, что последние четыре реликвии Иакона — это Омега Ключи, их сила способна воскресить Кибертрон. Между тем, Мегатрон оскверняет гробницу одного из Праймов на Кибертроне, отрубая его руку и трансплантируя её себе для того, чтобы использовать Молот Солус Прайм для создания оружия из Тёмного Энергона, способного противостоять силе Звёздного Меча. |            |                               |                            |                |                   |                  |                        |
| |            |                               |                            |                |                   |                  |                        |
| 48 | 22         | «Тяжёлый удар»                | Hard Knocks                | Винтон Хек     | Маргрет Скотт     | 5 октября 2012   | 30 января 2013         |
| Команда Прайма продолжает собирать Омега-Ключи, но Десептиконы (которые не знают, что это за реликвии, но интересуются активностью Команды) преследуют их на каждом шагу. После того, как Смоукскрин покинул базу, обвиняя себя в том, что команда не сумела получить третий Ключ, одновременно и Оптимус, и Саундвейв расшифровывают последние координаты, которые выводят на экран изображение Смоукскрина. Автоботы спешат предупредить его об опасности, но увы они опоздали. |            |                               |                            |                |                   |                  |                        |
| |            |                               |                            |                |                   |                  |                        |
| 49 | 23         | «Переходящий приз»            | Inside Job                 | Скутер Тидвелл | Роберт Н. Скир    | 12 октября 2012  | 31 января 2013         |
| Смоукскрин удерживается в плену и допрашивается на борту «Немезиды». Нокаут использует Фазовый Переключатель для изъятия четвёртого Омега Ключа из Смоукскрина. Перехитрив Нокаута и украв ещё один Ключ, Смоукскрин сбегает от Десептиконов с тремя Омега Ключами. Несмотря на этот локальный успех, Старскрим, используя Красный Энергон, пробирается на Базу Автоботов через Земной Мост и крадёт все четыре Омега Ключа. |            |                               |                            |                |                   |                  |                        |
| |            |                               |                            |                |                   |                  |                        |
| 50 | 24         | «Чужие мысли»                 | Patch                      | Шон Нигошойсен | Дуэйн Капицци     | 19 октября 2012  | 1 февраля 2013         |
| Старскрим приходит к Мегатрону со всеми четырьмя Омега Ключами, украв их с Базы Автоботов, и предлагает перемирие с целью снова присоединиться к Десептиконам. Мегатрон, больше не доверяя Старскриму, с помощью Нокаута создаёт кортикально-психическое соединение с подсознанием Старскрима, стараясь выяснить его истинные намерения. |            |                               |                            |                |                   |                  |                        |
| |            |                               |                            |                |                   |                  |                        |
| 51 | 25         | «Возрождение»                 | Ressurection               | Тодд Ватерман  | Марша Гриффин     | 26 октября 2012  | 4 февраля 2013         |
| Узнав, что Скайквейк погиб под командованием Старскрима и превращён в Терроркона, Дредвинг тайно передаёт Молот Солус Прайм Автоботам, но сам погибает от руки Мегатрона во время приступа ярости по отношению к Старскриму за гибель брата. Когда армия Мегатрона прибывает на Кибертрон, Оптимус Прайм использует Молот, чтобы модернизировать Земной мост в Космический. Вооружаясь всеми артефактами Иакона, что есть, Автоботы телепортируются на Кибертрон, чтобы найти легендарный Омега-замок, устройство, которое с помощью силы всех четырёх Омега-Ключей восстановит Кибертрон. Жертвы: Десептикон Дредвинг |            |                               |                            |                |                   |                  |                        |
| |            |                               |                            |                |                   |                  |                        |
| 52 | 26         | «Тёмный час»                  | Darkest Hour               | Винтон Хек     | Стивен Мелчинг    | 2 ноября 2012    | 5 февраля 2013         |
| Мегатрон, схватив Джека, Мико и Рафа и обманным путём заставив Автоботов обменять Омега-Ключи на подростков, активирует Омега-замок и начинает процесс восстановления Кибертрона. Но затем он демонстрирует, что также будет использовать силу Омега-замка для киберформирования Земли, что в конечном итоге истребит людей. Оптимус, не имея другого выхода, уничтожает Омега-замок, прежде чем он смог бы закончить киберформирование Земли, спасая людей, но обрекая Кибертрон на гибель. Команда возвращается на Землю, но Мегатрон всё-таки успел достроить крепость Даркмаунт. Хуже того: Десептиконы обнаружили месторасположение базы Автоботов, а затем разрушили и разграбили её. |            |                               |                            |                |                   |                  |                        |
| |            |                               |                            |                |                   |                  |                        |

### Третий сезон:Охотники на чудовищ(2013)
| № серии | № в сезоне | Русское название      | Оригинальное название | Режиссёр       | Сценарист      | Дата премьеры  | Дата премьеры в России |
| --- | ---------- | --------------------- | --------------------- | -------------- | -------------- | -------------- | ---------------------- |
| 53 | 1          | «Даркмаунт, Невада»   | Darkmount, NV         | Шон Нигошойсен | Марша Гриффин  | 22 марта 2013  | 4 декабря 2013         |
| После разрушения базы, Автоботы и их союзники разделились на группы и подались в бега, а Десептиконы пытаются выследить их по отдельности и уничтожить. Тем временем, Оптимус пытается выжить после тяжёлого ранения, полученного во время атаки Мегатрона на базу. |            |                       |                       |                |                |                |                        |
| |            |                       |                       |                |                |                |                        |
| 54 | 2          | «Поодиночке»          | Scattered             | Винтон Хек     | Стивен Мелчинг | 29 марта 2013  | 5 декабря 2013         |
| Автоботы пытаются перегруппироваться. Учёный-Десептикон Шоквейв, после многолетней изоляции на Кибертроне после взрыва Космического моста во время побега Арси и Клиффджампера, через Телепорт прибывает в Даркмаунт, снова вливаясь в ряды Десептиконов. Уилджек сбегает из Даркмаунта и направляется к Мико и Балкхэду в назначенное место, не подозревая, что Старскрим отслеживает его сигнал… |            |                       |                       |                |                |                |                        |
| |            |                       |                       |                |                |                |                        |
| 55 | 3          | «Добыча»              | Prey                  | Тодд Ватерман  | Марша Гриффин  | 5 апреля 2013  | 6 декабря 2013         |
| После того, как армаде Старскрима не удаётся схватить Уилджека, Балкхэда и Мико, Шоквейв представляет Мегатрону Предакинга, огромное рептилоидное существо, созданное в лаборатории Шоквейва на Кибертроне специально для охоты на Автоботов. Между тем, заместитель Оптимуса во время войны на Кибертроне, Ультра Магнус, прибывает на Землю и собирается воссоединить разрозненные части Команды Прайма. |            |                       |                       |                |                |                |                        |
| |            |                       |                       |                |                |                |                        |
| 56 | 4          | «Штурм»               | Rebellion             | Скутер Тидвелл | Стивен Мелчинг | 12 апреля 2013 | 9 декабря 2013         |
| Автоботы атакуют Даркмаунт, пытаясь отключить его огневую мощь, чтобы позволить земным военным уничтожить его. Поскольку Оптимус готовится воссоединиться с Великой Искрой, Смоукскрин использует Молот Солус Прайм для того, чтобы оживить его. Модернизированный Оптимус присоединяется к Автоботам и, при поддержке военных, уничтожает Даркмаунт. |            |                       |                       |                |                |                |                        |
| |            |                       |                       |                |                |                |                        |
| 57 | 5          | «Операция „Предакон“» | Project Predacon      | Шон Нигошойсен | Дуйэн Капицци  | 17 мая 2013    | 10 декабря 2013        |
| Автоботы учатся работать несколько расширенной командой, Оптимус сканирует новый вид транспорта, а Смоукскрин начинает немного сожалеть о том, что не стал Праймом. Десептиконы, обнаружив окаменелые останки Предаконов на Земле, запускают программу клонирования армии чудовищ. |            |                       |                       |                |                |                |                        |
| |            |                       |                       |                |                |                |                        |
| 58 | 6          | «Субординация»        | Chain of Command      | Винтон Хек     | Маргрет Скотт  | 24 мая 2013    | 11 декабря 2013        |
| Ультра Магнус, Уилджек, Балкхэд и Мико отправляются в пустыню на Гебридские острова, что в Шотландии. Группа исследует участок раскопок Десептиконов в ходе поиска останков Предаконов, но напряжение внутри группы растёт, поскольку Уилджек действует безрассудно и игнорирует команды Ультра Магнуса. На «Немезиде» Старскриму поручено тренировать Предакинга, он изо всех сил пытается заставить неуправляемого зверя следовать своим указаниям. Между тем, Мико добирается до Сверхброни и овладевает ею, что позволяет ей противостоять Старскриму. |            |                       |                       |                |                |                |                        |
| |            |                       |                       |                |                |                |                        |
| 59 | 7          | «Один в поле не воин» | Plus One              | Тодд Ватерман  | Грег Уэйсман   | 31 мая 2013    | 12 декабря 2013        |
| В то время как Арси и Уилджек ищут останки Предакона в пещере, агент Фоулер и Джун Дарби забирают ещё одну кость из музея. Но неожиданно появляется Нокаут, захватывает их и удерживает в заложниках в своём багажнике, но вскоре обнаруживает, что не может вызвать Земный Мост, поскольку Предакинг повредил системы связи на «Немезиде». |            |                       |                       |                |                |                |                        |
| |            |                       |                       |                |                |                |                        |
| 60 | 8          | «Жажда»               | Thirst                | Скутер Тидвелл | Марша Гриффин  | 7 июня 2013    | 13 декабря 2013        |
| Нокаут исследует формулу Синтетического Энергона Рэтчета и использует Сайласа/Брейкдауна в качестве испытуемого. Синт. Энергон делает Сайласа чрезвычайно агрессивным, поэтому Старскрим предлагает ввести ему Тёмный Энергон, чтобы Мегатрон смог его контролировать. Однако смесь двух Энергонов превращает Сайласа/Брейкдауна в беспощадного терроркона-вампира, жаждущего свежей порции Энергона. Он бродит по кораблю, инфицируя любого члена экипажа, которого он встречает, истощая свой Энергон. |            |                       |                       |                |                |                |                        |
| |            |                       |                       |                |                |                |                        |
| 61 | 9          | «Эволюция»            | Evolution             | Шон Нигошойсен | Стивен Мелчинг | 28 июня 2013   | 16 декабря 2013        |
| Армия Предаконов почти полностью готова, но Предакинг неожиданно удивляет всех возможностью трансформироваться и более острым умом, чем казалось изначально. Несмотря на то, что Предакинг гарантировал свою безоговорочную лояльность в благодарность за своё сотворение, Мегатрон беспокоится о том, что в конечном итоге Предакинг может поднять Предаконов на восстание против Десептиконов, поэтому решено свернуть проект «Предакон», заманив Автоботов в ловушку и обвинить их в уничтожении собратьев Предакинга. |            |                       |                       |                |                |                |                        |
| |            |                       |                       |                |                |                |                        |
| 62 | 10         | «Минус один»          | Minus One             | Винтон Хек     | Майкл Кассутт  | 5 июля 2013    | 17 декабря 2013        |
| Обнаружив, что комбинация КНК (Кибернуклеиновой кислоты) и Синтетического Энергона создаёт чистую киберматерию (из которой состоят все Трансформеры), Десептиконы планируют использовать её, чтобы восстановить Кибертрон и киберформировать Землю, и сосредотачивают свои оставшиеся силы на реконструкции Омега-Замка. Собирая оборудование и технологии для Омега-Замка, Саундвейв попадает в плен к Автоботам, которые забирают его на базу и пытаются допросить о планах Мегатрона, но он удаляет всю информацию с жёстких дисков и выключается. Лазербик, в конце концов, находит базу и активирует Саундвейва: главная цель — Рэтчет.                          |            |                       |                       |                |                |                |                        |
| |            |                       |                       |                |                |                |                        |
| 63 | 11         | «Убеждение»           | Persuasion            | Тодд Ватерман  | Майкл Штерн    | 12 июля 2013   | 18 декабря 2013        |
| Десептиконы держат Рэтчета в плену, Мегатрон пытается убедить его помочь завершить формулу Синтетического Энергона и восстановить Кибертрон. Раф и Уилджек строят БПЛА и вживляют в него часть ретранслятора Лазербика (которую во время боя отстрелил Смоукскрин). Автоботы надеются, что Десептиконы клюнут на наживку и Рэтчета получится освободить. |            |                       |                       |                |                |                |                        |
| |            |                       |                       |                |                |                |                        |
| 64 | 12         | «Синтез»              | Synthesis             | Скутер Тидвелл | Марша Гриффин  | 19 июля 2013   | 19 декабря 2013        |
| Рэтчет неохотно соглашается помочь Десептиконам закончить формулу Синтетического Энергона. Но как только Рэтчет завершает создание формулы, он решает, что не может позволить Десептиконам распоряжаться ей или, тем более, завершить реконструкцию Омега-Замка, поэтому он удаляет результаты проекта и пытается убежать с корабля. Автоботы запускают свой БПЛА, и Оптимус Прайм следует за его сигналом. Но его засекают десептиконы, и на пути Прайма появляется Старскрим со своей армадой. Примечание: В США выход этой серии был посвящён памяти Армена Мирзаяна (одного из художников сериала), который погиб в автомобильной катастрофе в феврале 2013 года. |            |                       |                       |                |                |                |                        |
| |            |                       |                       |                |                |                |                        |
| 65 | 13         | «Омега-Замок»         | Deadlock              | Шон Нигошойсен | Стивен Мелчинг | 26 июля 2013   | 20 декабря 2013        |
| Автоботы штурмуют «Немезиду» и пытаются добраться до Омега-Замка до того, как Десептиконы смогут активировать его и киберформировать Землю. Оптимус Прайм и Мегатрон сражаются в финальной битве, в то время как другие Автоботы несколькими группами пытаются рассеять силы Десептиконов. Жертвы: Лидер Десептиконов Мегатрон |            |                       |                       |                |                |                |                        |
| |            |                       |                       |                |                |                |                        |

### Полнометражный мультфильм (2013)
| Русское название | Оригинальное название                              | Режиссёры                                   | Сценаристы                                    | Дата премьеры  | Дата премьеры в России |
| --- | -------------------------------------------------- | ------------------------------------------- | --------------------------------------------- | -------------- | ---------------------- |
| «Трансформеры: Прайм. Охотники на чудовищ — Восстание Предаконов» | Transformers Prime Beast Hunters: Predacons Rising | Винтон Хек, Скутер Тидвелл и Стивен Мелчинг | Дуэйн Капицци, Марша Гриффин и Стивен Мелчинг | 4 октября 2013 | 21 декабря 2013        |
| Автоботы на Кибертроне празднуют Великую Победу. В это время на Земле их извечный враг Юникрон воскрешает Мегатрона и захватывает его тело и разум, превращая того в Гальватрона, чтобы его руками уничтожить ядро Кибертрона — искру Праймуса. Пока Оптимус Прайм и Уилджек разыскивают в космосе «Великую Искру», позволяющую окончательно вернуть жизнь на Кибертрон, а остальные Автоботы занимаются восстановлением разрушенных городов, оставшиеся на свободе Шоквейв и Старскрим создают новых Предаконов — Даркстила и Скайлинкса. Их сородич, Предакинг, в поисках собратьев сталкивается с прибывшим на Кибертрон Гальватроном (которым управляет Юникрон). После непродолжительной, но жестокой схватки Юникрон, одолев Предакинга, выкачивает из его разума информацию о кладбище Предаконов и оскверняет его, оживив погибших Предаконов с помощью Тёмного Энергона и сделав из них Зомби-Террорконов. У Колодца Искр завязывается ожесточённое сражение Автоботов и примкнувших к ним Предаконов, с одной стороны, и армией Юникрона, с другой. Исход сражения решает появление Оптимуса, который хитростью побеждает Юникрона, заставив его антиискру покинуть тело Мегатрона, и заточает Владыку Хаоса в Контейнер Великой Искры. После этого все Зомби-Террорконы рассыпаются в прах. Вновь став самим собой, Мегатрон признаёт, что был неправ в своих действиях, и покидает Кибертрон, расформировывая Десептиконов. Нокаут окончательно присоединяется к Команде Прайма. Предакинг, Даркстил и Скайлинкс настигают Старскрима, чтобы отплатить ему «за всё хорошее, что он сделал». Оптимус, слившийся с искрой Праймуса, отправляется в ядро планеты, принося себя в жертву ради возрождения жизни на Кибертроне. Фильм заканчивается словами Оптимуса: «Главное — не оплакивайте моё отсутствие. В глубине моей Искры я знаю, что это не конец. А лишь новое начало. Проще говоря — очередная трансформация». После этого среди множества искр, вылетевших из колодца, можно увидеть красно-синюю искру, что свидетельствует о том, что Оптимус Прайм переродился и отправился совершать перевоплощение. |                                                    |                                             |                                               |                |                        |
| |                                                    |                                             |                                               |                |                        |

## Актёры озвучивания
| Персонаж                              | Голос в оригинальном озвучивании |
| ------------------------------------- | --- |
| Оптимус Прайм                         | Питер Каллен |
| Рэтчет                                | Джеффри Комбс |
| Балкхэд                               | Кевин Майкл Ричардсон |
| Бамблби                               | Уилл Фридл |
| Арси                                  | Сумали Монтано |
| Клиффджампер                          | Дуэйн Джонсон [1 сезон] Билли Браун [2 сезон] |
| Уиллджэк                              | Джэймс Хоран |
| Смоукскрин                            | Нолан Норт |
| Ультра Магнус                         | Майкл Айронсайд |
| Тэйлгейт                              | Джош Китон |
| Альфа Трион                           | Джордж Такей |
| Мегатрон                              | Фрэнк Уэлкер |
| Старскрим                             | Стивен Блум |
| Саундвейв                             | Фрэнк Уэлкер |
| Нокаут                                | Даран Норрис |
| Брэйкдаун                             | Адам Болдуин |
| Эйрахнида                             | Джина Торрес |
| Шоквэйв                               | Дэвид Соболов |
| Дрэдвинг                              | Тони Тодд |
| Скайквэйк                             | Ричард Грин |
| Мэйкшифт                              | Кевин Майкл Ричардсон |
| Хардшэлл                              | Дэвид Кэй |
| Бомбшок                               | Стивен Блум |
| Вехиконы                              | Джим Каммингс Фрэд Таташор Питер Каллен Кевин Майкл Ричардсон Нолан Норт Фрэнк Уэлкер Стивен Блум Даран Норрис Дэвид Соболов Дэвид Кэй Джош Китон |
| Инсектиконы                           | Джэймс Хоран Стивен Блум Дэвид Кэй |
| Предакинг                             | Питер Менса |
| Скайлинкс                             | Нолан Норт |
| Даркстил                              | Стивен Блум |
| Юникрон                               | Джон Ноубл |
| «Немезис Прайм»                       | Питер Каллен Клэнси Браун |
| оживший корабль десептиконов Немезида | Кевин Майкл Ричардсон |
| Клоны Старскрима                      | Стивен Блум |
| Клиффджампер-зомби                    | Фрэнк Уэлкер |
| Скайквэйк-зомби                       | Фрэнк Уэлкер |
| Джэк Дарби                            | Джош Китон |
| Мико Накадаи                          | Таня Гунади |
| Рафаэль Эсквайвл                      | Энди Пессоа |
| Джун Дарби                            | Марки Пост |
| специальный агент Уильям Фоулер       | Эрни Хадсон |
| «Сайлас» Леланд Бишоп                 | Клэнси Браун |
| Солдаты М.Е.К.Х.                      | Джеффри Комбс Кевин Майкл Ричардсон Стивен Блум Джош Китон                                                                                        |
| Сиерра                                | Александра Кросни |
| Винс                                  | Брэд Рэйдер |
| Генерал Брайс                         | Роберт Форстер |
| Фогель                                | Джон ДиМаджио |
| Охранник музея                        | Реджи Бэннистер |
| Мама Рафа                             | Сумали Монтано |
| Репортёр новостей                     | Кевин Майкл Ричардсон |
| Школьный учитель                      | Кевин Майкл Ричардсон |
| Недовольный водитель                  | Фрэнк Уэлкер |
| Уличный гонщик «Быстрый Вилли»        | Кевин Майкл Ричардсон |
| Хамоватые подростки                   | Стивен Блум |
| Организатор уличных гонок             | Джош Китон |

## Сиквел
Hasbro подтвердила скорый выход нового мультсериала о трансформерах, действие которого будет разворачиваться через несколько лет после событий «Трансформеры: Прайм».          Оптимуса уже нет в живых, и лидерство на себя берёт Бамблби, который и будет главным героем сериала. Также основными персонажами будут хулиган Сайдсвайп, мини-кон Фиксит, динобот Гримлок и кадет элитной гвардии женского пола Стронгарм. Также в сериале будут автоботы, имена которых пока неизвестны. Также было подтверждено появление десептиконов. Известны на данный момент Стилджо, Псудо, Тандэрхуф, Андербайт, Фрэкче, Чопшоп, Скоул (родственник Гримлока) и Хаммерстрайк. Одними из основных персонажей также станут люди — мальчик Рассел Клэй и его отец Дэнни. В сериале будет задействован персонаж Геллер, трансформер-изгой. В Китае показ мультсериала начался в конце декабря 2014 поэтому стали доступны 5-минутные отрывки из первых 13 серий, в них были замечены автоботы Джаз и Дрифт.

## Игры
- По мотивам мультсериала разработана игра с карточками, которая называется «Transformers: Prime — Максимальное ускорение». Игровой комплект включает в себя 269 карточек, которые делятся на 4 группы: «обычные» карточки с изображением персонажей сериала, «редкие» (с алюминиевым покрытием), «суперредкие» (светятся в темноте, имеют выпуклый рисунок, меняются под воздействием тепла, пахнут, если их потереть) и ультраредкие (содержащие переливные сцены из сериала). В комплект входят также бонусные карточки, использование которых в ходе игры изменяет показатели персонажей, уменьшая либо увеличивая их.
- В октябре 2012 года компания Activision выпустила игру по мотивам сериала Transformers: Prime — The Game[8][9]

## Критика и отзывы
В целом мультсериал «Трансформеры: Прайм» получил положительные отзывы рецензентов и зрителей, однако не обошлось без критики. Так, издание Screen Rant поместило проект в середину своего рейтинга лучших мультсериалов о трансформерах. В обзоре говорится, что «Трансформеры: Прайм» — по-настоящему эпический мультсериал, который стал следствием мощного развития франшизы. Однако, по мнению издания, создатели мультсериала не смогли реализовать все возможности и слишком увлеклись исследованием и расширением мифологии трансформеров, в конечном итоге сделав проект скучным.
Обозреватель IGN Эрик Голдман поставил мультсериалу оценку 8 из 10. Он обращает внимание на серьёзный сюжет и проработанность боевых действий этой части франшизы. По его словам, удачных моментов в ней больше, чем неудачных. Сценарий мультсериала действительно глубок, например, он включает мрачные сцены, которые смогут оценить только зрители старшего возраста. Свой вклад в формирование сложного интригующего сюжета и удержание интереса зрителей вносят высокая смертность героев и большое количество хитроумных планов, которые строят десептиконы для достижения своих целей.
С этим согласен журналист Брайан Лоури из Variety, который считает, что «Трансформеры: Прайм» больше ориентированы на аудиторию детей старшего возраста и подростков. Кроме того, он хвалит CGI-анимацию мультсериала, которая хорошо подходит для рендеринга блестящих роботов и «их автомобильного альтер эго».